# Associazione Sportiva Roma 1934-1935
Questa voce raccoglie le informazioni riguardanti l'Associazione Sportiva Roma nelle competizioni ufficiali della stagione 1934-1935.

## Stagione
La stagione comincia con una delle più clamorose cessioni della storia romanista, quella del capitano Ferraris alla Lazio da riferirsi a un'operazione di sfoltimento e ringiovanimento della rosa attuata dal presidente Sacerdoti, il quale a fine stagione decide di dimettersi e di lasciare il posto ad Antonio Scajola, uno dei fondatori della società. Anche Enrique Guaita, capocannoniere del campionato con 28 gol in 29 partite, record assoluto nei tornei a sedici squadre, lascerà la squadra al termine della stagione.
La squadra, nonostante la grande forma dell'oriundo, non arriva oltre il quarto posto: la causa di tale insuccesso è da ricollegare a una situazione di malessere all'interno dello spogliatoio causata dai continui litigi tra Fulvio Bernardini e l'italo-argentino Andrés Stagnaro, mentre un secondo problema era legato al difensore Renato Bodini che era stato trattenuto contro la sua volontà.

## Divise

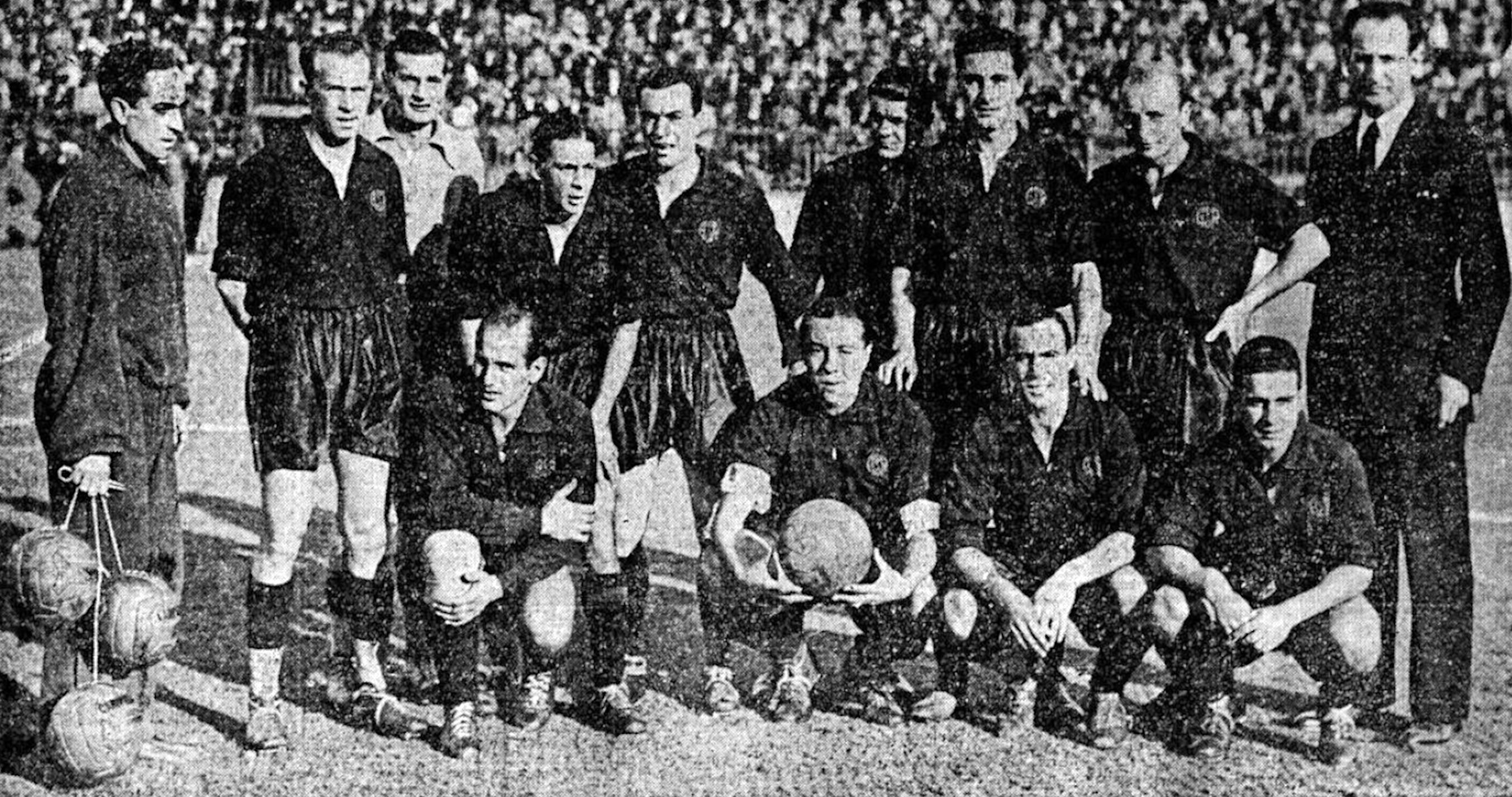
La squadra in divisa nera

La divisa primaria della Roma è costituita da maglia rossa con collo a V giallo e bordo manica giallo, pantaloncini bianchi e calzettoni neri con banda giallorossa orizzontale; la seconda divisa presenta una maglia bianca, pantaloncini bianchi e calzettoni neri, questi con una banda giallorossa orizzontale. Nelle partite casalinghe viene usata anche una divisa completamente nera con maglia con colletto a polo, in onore del governo fascista.
I portieri hanno due divise: la prima costituita da maglia nera, colletto a polo e bordo manica giallorosso, la seconda grigia con colletto a polo; calzettoni e calzoncini sono neri, questi ultimi con bande giallorosse orizzontali.
| Casa | Alternativa | Trasferta | 1ª portiere | 2ª portiere |

## Organigramma societario
Di seguito l'organigramma societario.
Area direttiva
- Presidente: Renato Sacerdoti

Area tecnica
- Allenatore: Luigi Barbesino

## Rosa
Di seguito la rosa.
| N. |                      | Ruolo | Calciatore          |
| -- | -------------------- | ----- | ------------------- |
|    | Italia (bandiera)    | P     | Guido Masetti       |
|    | Italia (bandiera)    | P     | Giovanni Zucca      |
|    | Argentina (bandiera) | D     | Roberto Allemandi   |
|    | Italia (bandiera)    | D     | Renato Bodini       |
|    | Italia (bandiera)    | D     | Nazzareno Celestini |
|    | Italia (bandiera)    | D     | Andrea Gadaldi      |
|    | Italia (bandiera)    | D     | Giulio Liberati     |
|    | Italia (bandiera)    | C     | Fulvio Bernardini   |
|    | Italia (bandiera)    | C     | Evaristo Frisoni    |
|    | Italia (bandiera)    | C     | Antonio Fusco       |
|    | Italia (bandiera)    | C     | Balilla Lombardi    |

| N. |                   | Ruolo | Calciatore          |
| -- | ----------------- | ----- | ------------------- |
|    | Italia (bandiera) | C     | Paolo Patrucchi     |
|    | Italia (bandiera) | C     | Franco Scaramelli   |
|    | Italia (bandiera) | C     | Alejandro Scopelli  |
|    | Italia (bandiera) | C     | Andrés Stagnaro     |
|    | Italia (bandiera) | C     | Ernesto Tomasi      |
|    | Italia (bandiera) | A     | Fernando Belladonna |
|    | Italia (bandiera) | A     | Raffaele Costantino |
|    | Italia (bandiera) | A     | Fernando Eusebio    |
|    | Italia (bandiera) | A     | Enrique Guaita      |
|    | Italia (bandiera) | A     | Mario Marchegiani   |

## Calciomercato
Di seguito il calciomercato.
| Acquisti | Acquisti         | Acquisti | Acquisti   |
| R.       | Nome             | da       | Modalità   |
| -------- | ---------------- | -------- | ---------- |
| C        | Evaristo Frisoni | Brescia  | definitivo |
| C        | Paolo Patrucchi  | Novara   | definitivo |

| Cessioni | Cessioni              | Cessioni        | Cessioni   |
| R.       | Nome                  | a               | Modalità   |
| -------- | --------------------- | --------------- | ---------- |
| D        | Giorgio Carpi         | -               | svincolato |
| D        | Angelo Pasolini       | Pisa            | definitivo |
| C        | Gino Callegari        | Sampierdarenese | definitivo |
| C        | Bruno Dugoni          | Modena          | definitivo |
| C        | Attilio Ferraris (IV) | Lazio           | definitivo |
| A        | Elvio Banchero        | Bari            | definitivo |
| A        | Arturo Chini Ludueña  | Lazio           | definitivo |

## Risultati

### Serie A

#### Girone di andata
| Arbitro: | Scorzoni (Bologna) |

|                                             |           |            |
| Perazzolo 4’ Gringa 20’, 83’ Scagliotti 58’ | Marcatori | 67’ Guaita |

| Arbitro: | Gianelli (Genova) |

|                                             |           |  |
| Scopelli 14’ Costantino 44’ Guaita 56’, 60’ | Marcatori |  |

| Arbitro: | Turbiani (Ferrara) |

|                                          |           |                             |
| Ferraris (II) 12’ Glovi 53’ Rossetti 55’ | Marcatori | 38’ Scopelli 69’ Scaramelli |

| Arbitro: | Mastellari (Bologna) |

|                         |           |  |
| Guaita 50’ Scopelli 73’ | Marcatori |  |

| Arbitro: | Bertoli (Vicenza) |

|                |           |                     |
| Silano 1’, 70’ | Marcatori | 7’, 30’, 41’ Guaita |

| Arbitro: | Scorzoni (Bologna) |

|                   |           |                  |
| Guaita 58’ (rig.) | Marcatori | 68’ (rig.) Piola |

| Arbitro: | Bonivento (Venezia) |

|  |           |            |
|  | Marcatori | 46’ Guaita |

| Arbitro: | Scarpi (Dolo) |

|                                              |           |            |
| Fusco 9’ Guaita 10’, 48’, 66’ Bernardini 39’ | Marcatori | 86’ Arcari |

| Arbitro: | Ciamberlini (Sampierdarena) |

|  |           |                        |
|  | Marcatori | 15’ Fusco 73’ Scopelli |

| Arbitro: | Levrero (Genova) |

|                |           |              |
| Bernardini 15’ | Marcatori | 62’ Schiavio |

| Arbitro: | Mastellari (Bologna) |

|              |           |                                                                     |
| Gastaldi 20’ | Marcatori | 16’ Costantino 48’ Scopelli 49’, 55’, 59’ Guaita 68’ (rig.) Frisoni |

| Arbitro: | Ciamberlini (Sampierdarena) |

|                |           |                |
| Scaramelli 30’ | Marcatori | 59’, 82’ Borel |

| Arbitro: | Caironi (Milano) |

|             |           |  |
| Palumbo 12’ | Marcatori |  |

| Arbitro: | Scorzoni (Bologna) |

|                                 |           |                                            |
| Moretti 12’, 35’, 67’ Rossi 50’ | Marcatori | 48’, 72’ Frisoni 51’ Scaramelli 86’ Guaita |

| Arbitro: | Turbiani (Ferrara) |

|                                        |           |                         |
| Costantino 17’ Guaita 30’ Scopelli 83’ | Marcatori | 9’ Degara 62’ Romagnolo |

#### Girone di ritorno
| Roma 10 febbraio 1935, ore 15:00 CET 16ª giornata | Roma            | 0 – 0 referto | Fiorentina | Campo Testaccio\| Arbitro: \| Mattea (Torino) \| |
| Arbitro:                                          | Mattea (Torino) |               |            |                                                  |

| Arbitro: | Mastellari (Bologna) |

|                          |           |                   |
| Chiecchi 20’ Valenti 84’ | Marcatori | 71’ (rig.) Guaita |

| Arbitro: | Mattea (Torino) |

|                                     |           |  |
| Guaita 12’, 83’, 86’ Scaramelli 20’ | Marcatori |  |

| Arbitro: | Scorzoni (Bologna) |

|               |           |  |
| Cappellini 7’ | Marcatori |  |

| Arbitro: | Pasinato (Venezia) |

|                      |           |        |
| Fusco 82’ Guaita 90’ | Marcatori | 31’ Bo |

| Roma 31 marzo 1935, ore 15:00 CET 21ª giornata | Lazio           | 0 – 0 referto | Roma | Stadio Nazionale del PNF\| Arbitro: \| Scotto (Savona) \| |
| Arbitro:                                       | Scotto (Savona) |               |      |                                                           |

| Arbitro: | Gianelli (Genova) |

|                             |           |                                                     |
| Guaita 1’ Scopelli 25’, 71’ | Marcatori | 24’ (rig.) Agosteo 61’, 78’ De Vincenzi 76’ Demaría |

| Arbitro: | Mattea (Torino) |

|            |           |            |
| Arcari 24’ | Marcatori | 85’ Tomasi |

| Arbitro: | Gonani (Ravenna) |

|                |           |                        |
| Bernardini 64’ | Marcatori | 45’ Rocco 56’ Pasinati |

| Arbitro: | Barlassina (Novara) |

|             |           |                |
| Schiavio 4’ | Marcatori | 85’ Scaramelli |

| Arbitro: | Scarpi (Dolo) |

|                                        |           |  |
| Guaita 32’ Scopelli 80’ Costantino 88’ | Marcatori |  |

| Arbitro: | Scotto (Savona) |

|                        |           |            |
| Varglien 28’ Borel 69’ | Marcatori | 81’ Bodini |

| Arbitro: | Scarpi (Dolo) |

|                                                     |           |                |
| Guaita 17’, 40’ (rig.) Scopelli 46’, 59’ Tomasi 70’ | Marcatori | 90’ Castellani |

| Arbitro: | Bertolio (Torino) |

|                |           |  |
| Scaramelli 65’ | Marcatori |  |

| Arbitro: | Moretti (Genova) |

|              |           |                                 |
| Barberis 85’ | Marcatori | 22’, 83’ Guaita 59’, 84’ Tomasi |

## Statistiche

### Statistiche di squadra
Di seguito le statistiche di squadra.
| Competizione | Punti | In casa | In casa | In casa | In casa | In casa | In casa | In trasferta | In trasferta | In trasferta | In trasferta | In trasferta | In trasferta | Totale | Totale | Totale | Totale | Totale | Totale | DR  |
| Competizione | Punti | G       | V       | N       | P       | Gf      | Gs      | G            | V            | N            | P            | Gf           | Gs           | G      | V      | N      | P      | Gf     | Gs     | DR  |
| ------------ | ----- | ------- | ------- | ------- | ------- | ------- | ------- | ------------ | ------------ | ------------ | ------------ | ------------ | ------------ | ------ | ------ | ------ | ------ | ------ | ------ | --- |
| Serie A      | 35    | 15      | 9       | 3       | 3       | 36      | 15      | 15           | 5            | 4            | 6            | 27           | 23           | 30     | 14     | 7      | 9      | 63     | 38     | +25 |
| Totale       |       | 15      | 9       | 3       | 3       | 36      | 15      | 15           | 5            | 4            | 6            | 27           | 23           | 30     | 14     | 7      | 9      | 63     | 38     | +25 |

### Andamento in campionato
| Giornata  | 1 | 2 | 3  | 4 | 5 | 6 | 7 | 8 | 9 | 10 | 11 | 12 | 13 | 14 | 15 | 16 | 17 | 18 | 19 | 20 | 21 | 22 | 23 | 24 | 25 | 26 | 27 | 28 | 29 | 30 |
| --------- | - | - | -- | - | - | - | - | - | - | -- | -- | -- | -- | -- | -- | -- | -- | -- | -- | -- | -- | -- | -- | -- | -- | -- | -- | -- | -- | -- |
| Luogo     | T | C | T  | C | T | C | T | C | T | C  | T  | C  | T  | T  | C  | C  | T  | C  | T  | C  | T  | C  | T  | C  | T  | C  | T  | C  | C  | T  |
| Risultato | P | V | P  | V | V | N | V | V | V | N  | V  | P  | P  | N  | V  | N  | P  | V  | P  | V  | N  | P  | N  | P  | N  | V  | P  | V  | V  | V  |
| Posizione | 9 | 7 | 10 | 6 | 5 | 4 | 3 | 3 | 2 | 2  | 2  | 3  | 4  | 4  | 4  | 4  | 4  | 4  | 4  | 4  | 4  | 4  | 4  | 4  | 4  | 4  | 4  | 4  | 4  | 4  |

Legenda:

Luogo: C = Casa; T = Trasferta. Risultato: V = Vittoria; N = Pareggio; P = Sconfitta.

### Statistiche dei giocatori
Desunte dalle edizioni cartacee dei giornali dell'epoca.
| Giocatore      | Serie A  | Serie A |
| Giocatore      | Presenze | Reti    |
| -------------- | -------- | ------- |
| G. Masetti     | 29       | -36     |
| G. Zucca       | 1        | -2      |
| R. Allemandi   | 5        | 0       |
| R. Bodini      | 24       | 1       |
| N. Celestini   | 1        | 0       |
| A. Gadaldi     | 30       | 0       |
| G. Liberati    | 0        | 0       |
| F. Bernardini  | 27       | 3       |
| E. Frisoni     | 27       | 3       |
| A. Fusco       | 25       | 2       |
| B. Lombardi    | 5        | 0       |
| P. Patrucchi   | 2        | 0       |
| F. Scaramelli  | 30       | 6       |
| A. Scopelli    | 29       | 10      |
| A. Stagnaro    | 1        | 0       |
| E. Tomasi      | 30       | 4       |
| F. Belladonna  | 0        | 0       |
| R. Costantino  | 29       | 4       |
| F. Eusebio     | 5        | 0       |
| E. Guaita      | 29       | 28      |
| M. Marchegiani | 1        | 0       |